# LTTV Scylla

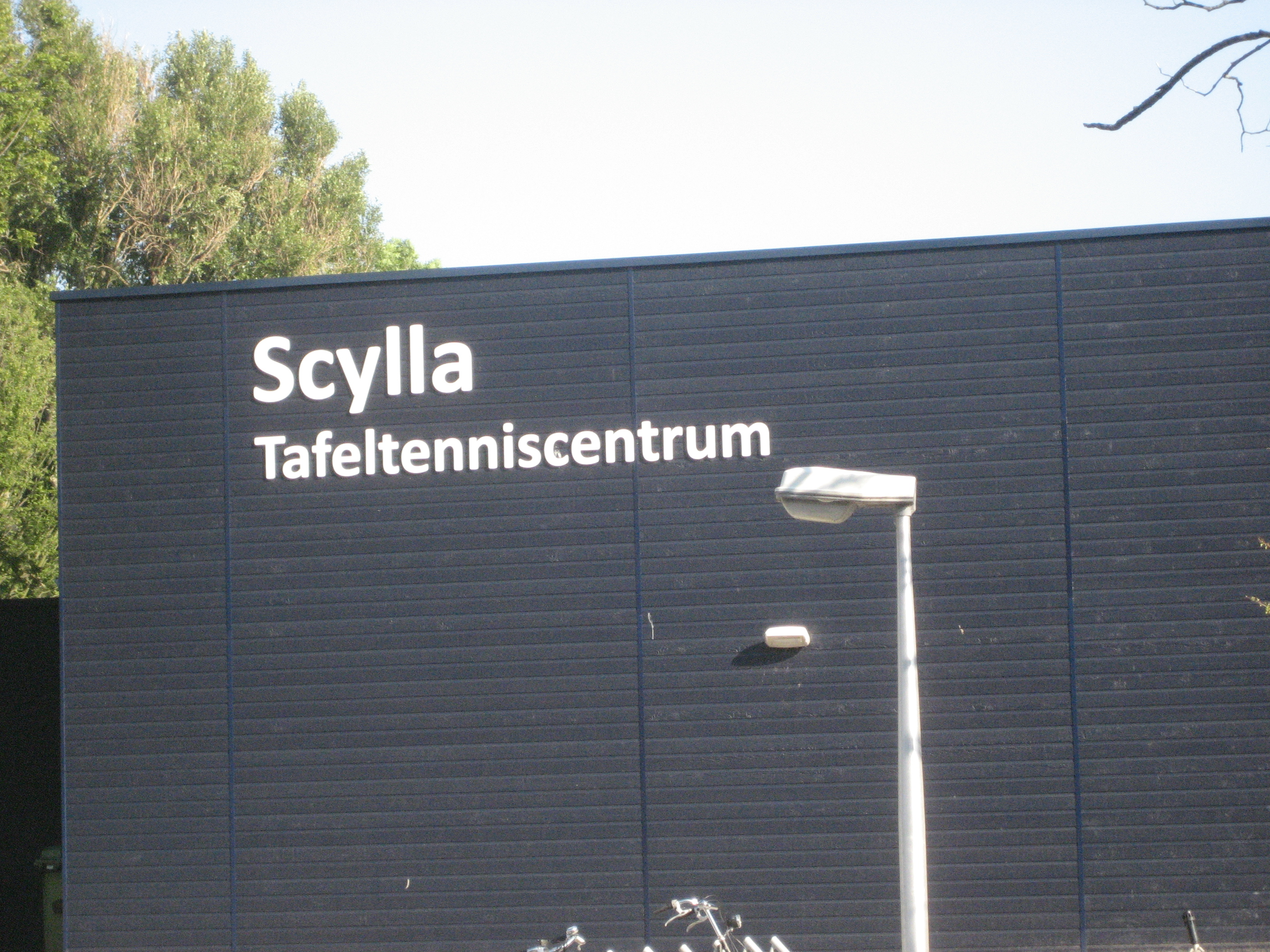
Thuisbasis van Scylla
(Voorschoterweg 6F, 2324 NE Leiden)

Leidse Tafeltennisvereniging Scylla is een Nederlandse tafeltennisvereniging uit Leiden, waarvan het vrouwenteam (anno 2020) uitkomt in de eredivisie. De club heeft een van de grootste ledenaantallen in Nederland en vierde in haar historie acht landskampioenschappen en één bekerwinst. De vereniging bouwt haar seniorenteams op met bijna alleen spelers uit de eigen jeugd. 
Scylla was na de oprichting in 1951 gevestigd aan het Galgewater in de Leidse binnenstad, hier verbleef de club tot 1959. Het eerste mannenteam promoveerde in het seizoen 1953-1954 naar het hoogste niveau en in het seizoen 1958-1959 kwam het mannenteam voor eerst uit in de nieuw te vormen ereklasse (voorloper van de Eredivisie). In 1967 werd het mannenteam voor het eerst landskampioen en in het seizoen 1968/69 werd de kwartfinale van de Europa Cup II bereikt. 

## Erelijst
- Landskampioen mannen 1967 en 1969
- Landskampioen vrouwen 1964, 1980, 1981, 1982, 1983 en 1985
- Nationale beker vrouwen 1989 (als Comtest/Scylla)

## Selectiespelers
Onder meer de volgende spelers speelden minimaal één wedstrijd voor Scylla in de eredivisie:
Mannen:
| - Olivier Altenburg - Gerard Bakker jr. - Thomas Bénit | - Liu Fei - Simon Goessens - Jonah Kahn | - Thijs Langeveld - Edgar Malchasian - Ewout Oostwouder | - Changyu Xu - Shen Ao - Joey Boekkooi |

Vrouwen:
| - Christa Bénit - Dai Jia - Marie Depuydt | - Moya Schutte - Kim Vermaas - Floor Tebbe | - Kristyna Mikulcová - Marlotte Staps - Demelsa Basie | - Iva Laginja |